# Museo de Artes y Costumbres Populares (Sevilla)

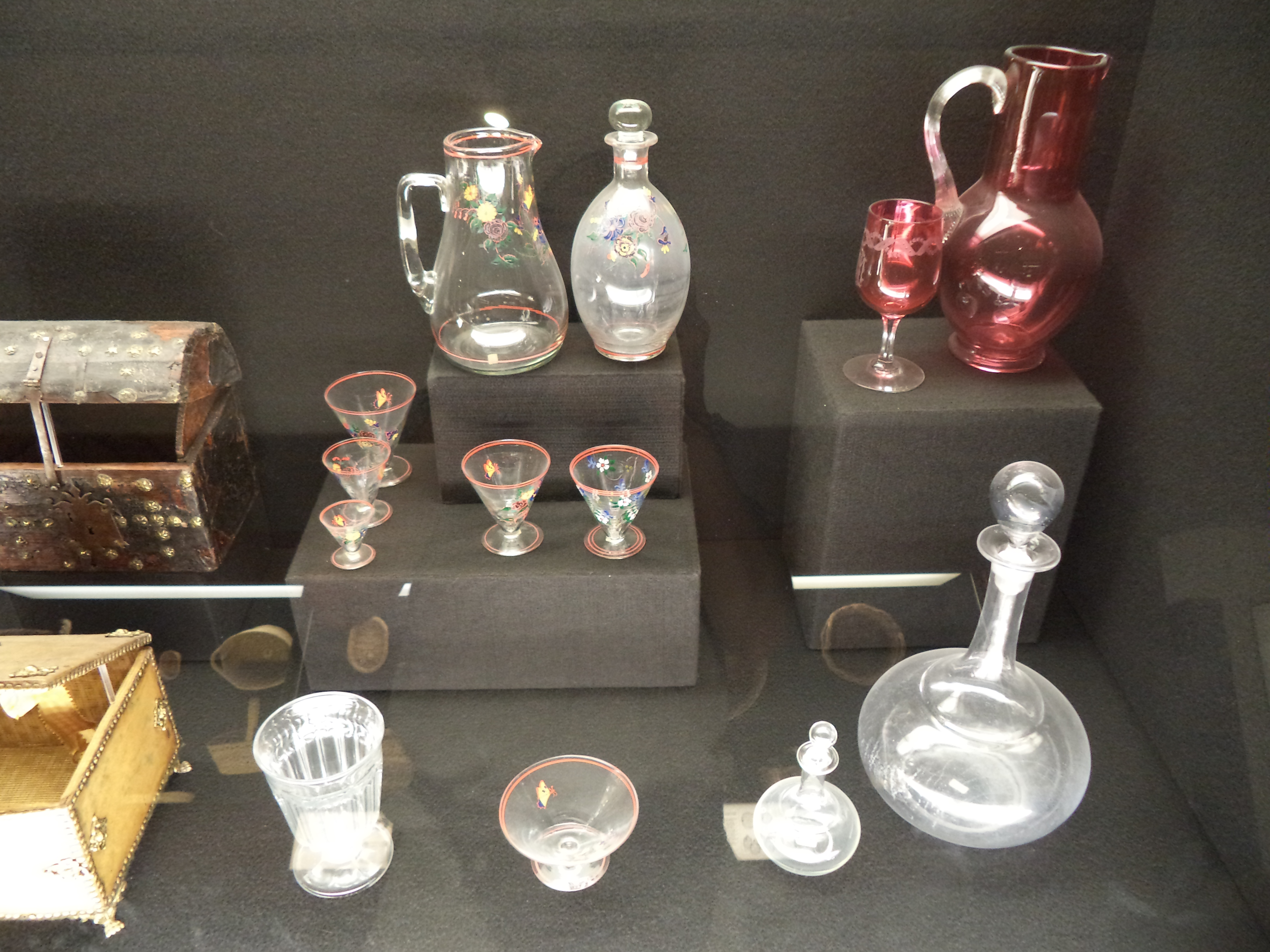
Cristalería expuesta en el Museo

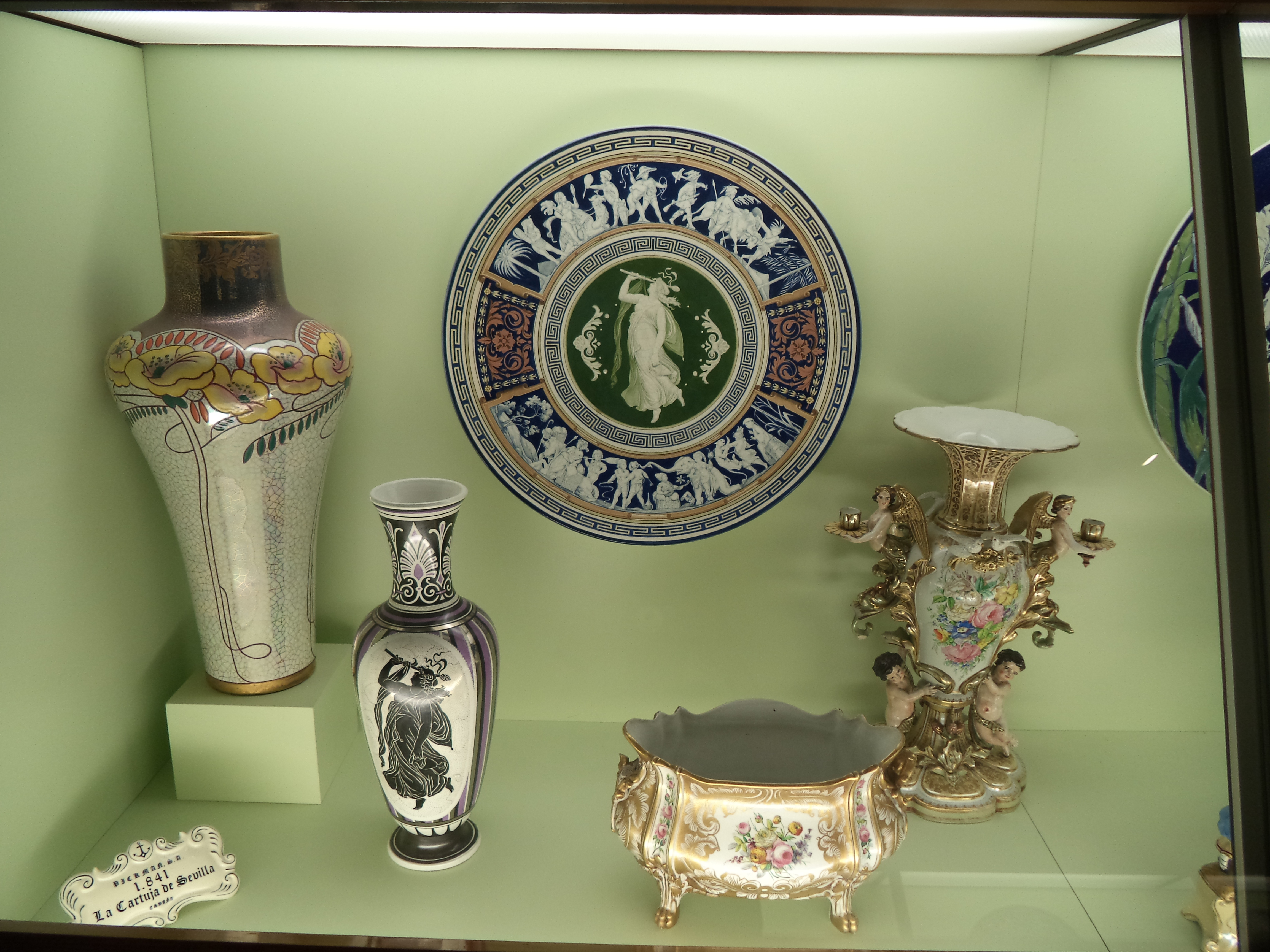
Lozas finas de La Cartuja Pickman de Sevilla expuesta en el Museo

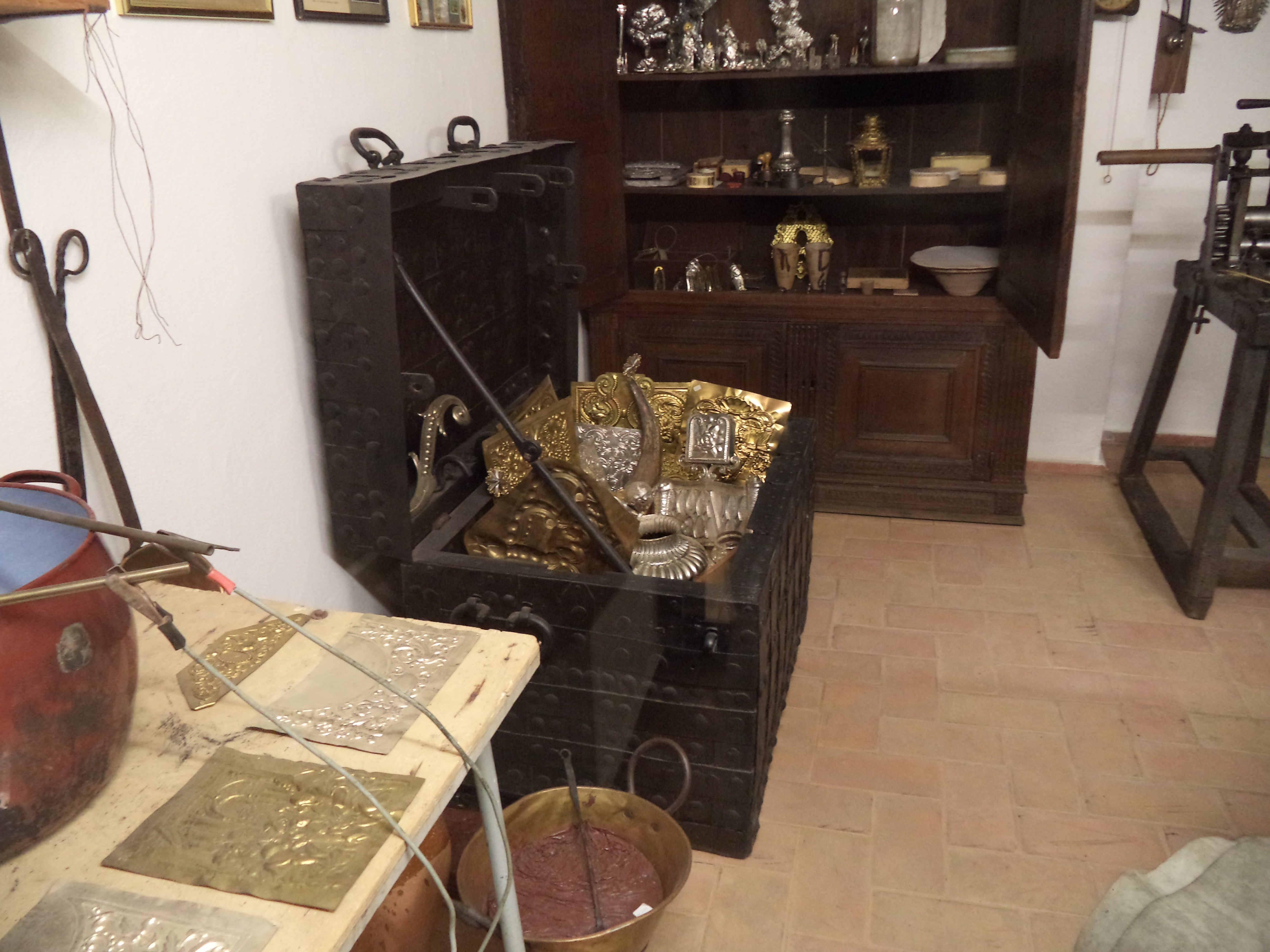
Arca de caudales con material de orfebrería

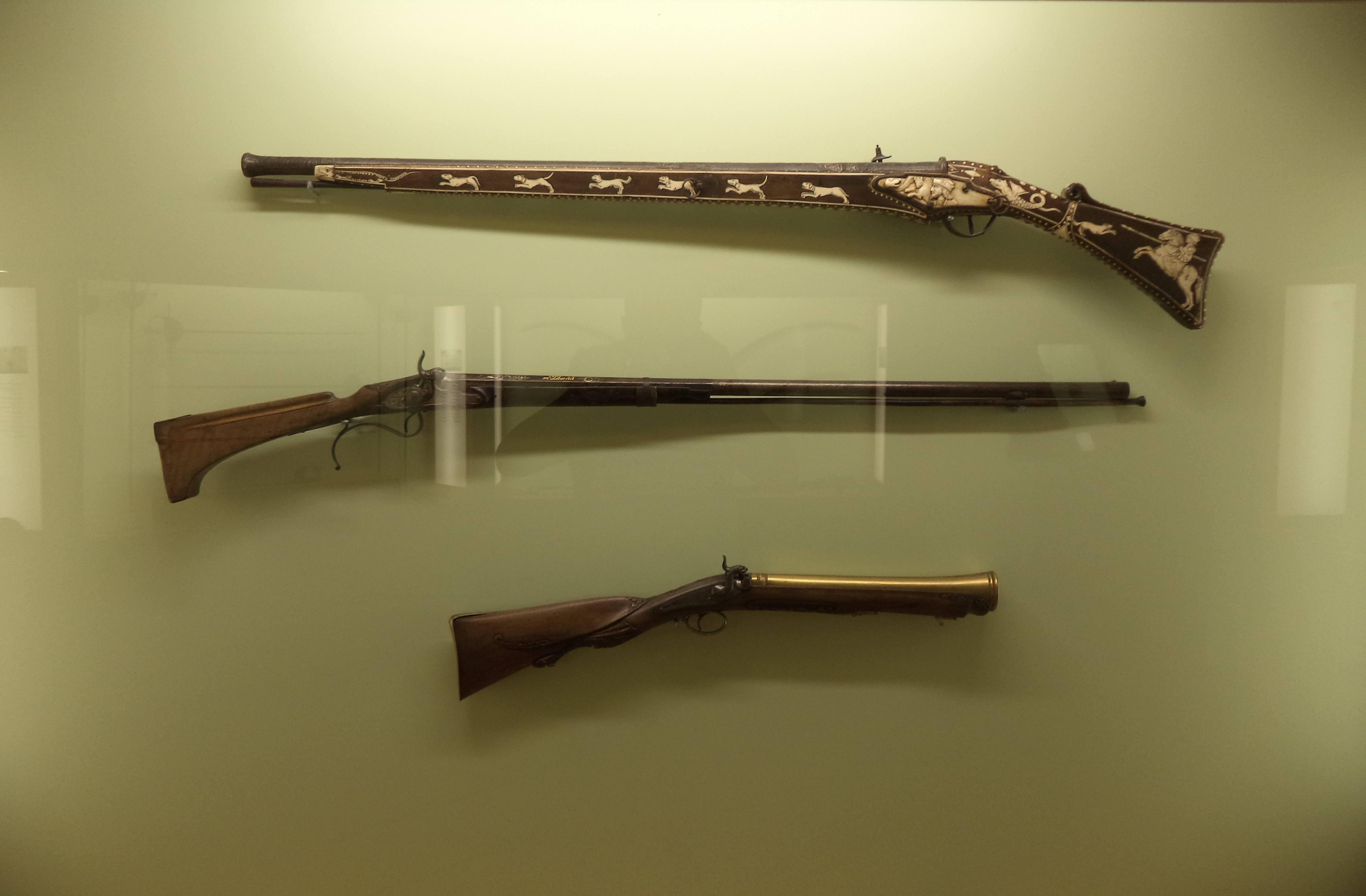
Arcabuz, escopeta y trabuco expuestos en el Museo

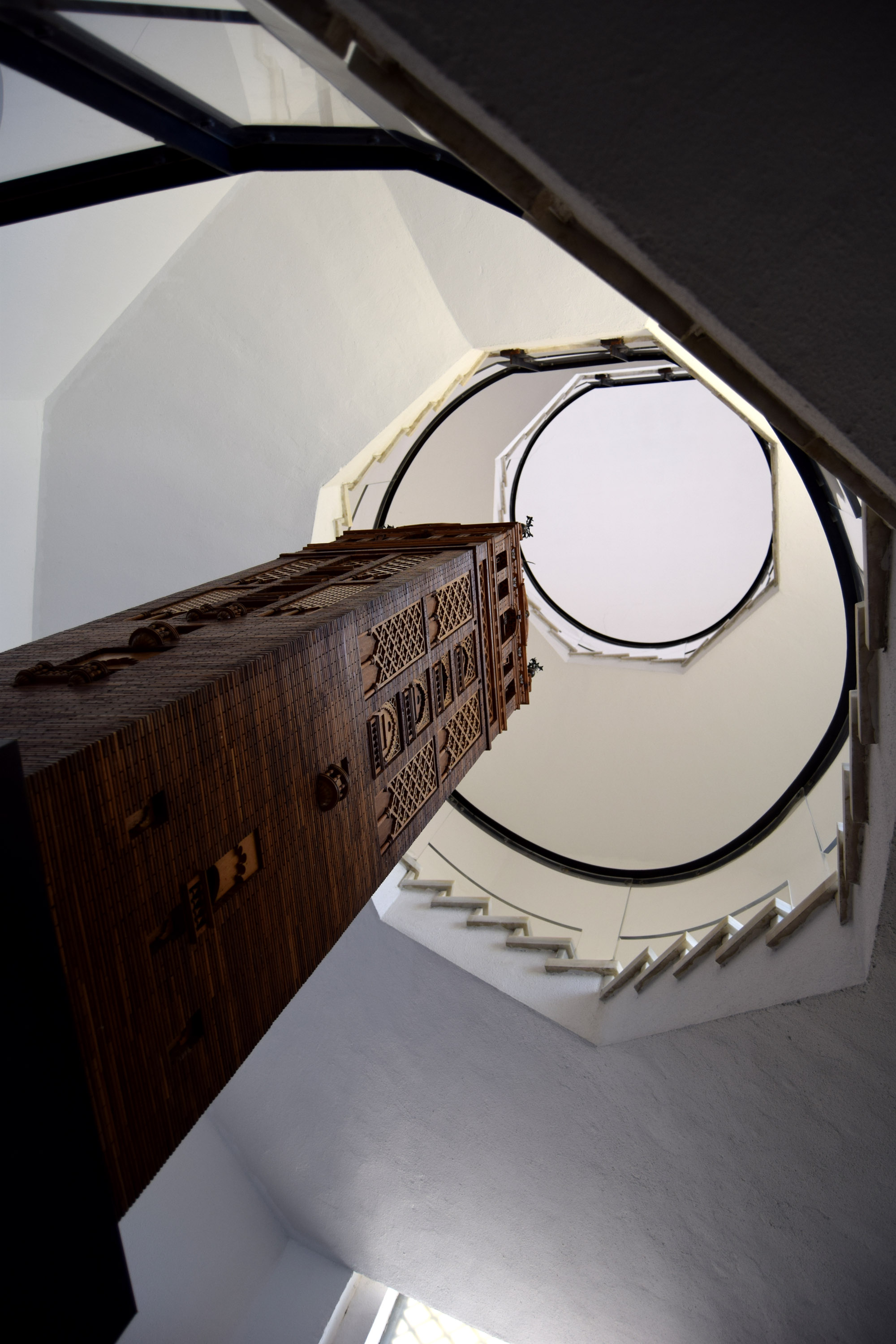
Maqueta de la Giralda en el Museo de Artes y Costumbres Populares de Sevilla

El Museo de Artes y Costumbres Populares de la ciudad de Sevilla (Andalucía, España) está localizado en la plaza de América del parque de María Luisa. Al otro lado de la plaza se encuentra el Museo Arqueológico. Fue el pabellón de Arte Antiguo de la Exposición Iberoamericana de 1929.

## Historia
El edificio en el que se encuentra es un pabellón de la Exposición Iberoamericana de 1929. Fue planteado como pabellón de Industrias, Manufacturas y Artes Decorativas. Finalmente, se le llamó pabellón de Arte Antiguo e Industrias Artísticas. Se trata de un edificio proyectado en 1913 y construido en 1914 por el arquitecto Aníbal González, autor también de los otros edificios levantados en la misma plaza de América. Es de ladrillo visto con motivos decorativos de cerámica. Por su estilo arquitectónico, fue conocido como el pabellón Mudéjar.
En principio constaba de dos plantas sobre una cámara de aireación para evitar la humedad. Se realiza una mejora durante la década de 1960 en la planta principal, que tenía más de doce metros de altura, y se dividió con una planta artificial (corresponde a la planta primera) por el arquitecto Antonio Delgado y Roig. En 1972 se unen las plantas con una gran escalera de caracol que diseña el arquitecto José Galnares Sagastizábal, trabajo que realiza después de que la construcción fuese designada para albergar el museo por el Decreto de Creación del Museo de Artes y Costumbres Populares de Sevilla, con fecha de 23 de marzo de 1972, constituido como una sección del Museo de Bellas Artes.
Sus funciones como museo se desarrollan desde el 4 de marzo de 1973, fecha en que abre sus puertas al público.
Como todavía no era propiedad de la ciudad completamente, en el siguiente septenio fue dependencia de distintos servicios tanto del Ministerio de Educación y Ciencia como del Ayuntamiento de Sevilla que ocupaban la mitad del edificio, su mala conservación y la necesidad de reformas provocaba incertidumbre entre los dos organismos y ninguno tomaba la iniciativa para innovarlo.
Los problemas de mantenimiento más acuciantes fueron tan importantes que el museo se vio obligado a cerrar sus puertas en distintas ocasiones por distintas causas: en 1976, por falta de pago se suspendió el suministro de energía eléctrica por la Compañía Sevillana de Electricidad; en 1979, por las lluvias, y aprovechando el cierre se habilita en la planta semisótano un taller de restauración y almacén; y en 1980 por restauraciones que realiza el Ayuntamiento.
Sus dependencias pasan a ser museo íntegramente el 26 de marzo de 1980 cuando el Ayuntamiento adopta un acuerdo de cesión de uso como sede del Museo de Artes y Costumbres Populares, con carácter indefinido mientras sea para ese cometido, con el compromiso de acondicionarlo por parte del Ministerio.
El cometido del acondicionamiento se encarga al arquitecto Fernando Villanueva Sandino que convierte la primitiva cámara de aireación en una nueva planta semisótano. Es la última rehabilitación hecha en el edificio antes de su cesión total a la comunidad autónoma de Andalucía, con lo que el museo consta de cuatro plantas.
Tras las últimas rehabilitaciones, su reapertura se efectúa en 1984 haciéndose coincidir con la transferencia de la gestión de museos de titularidad estatal a la comunidad autónoma de Andalucía, firmándose el convenio de gestión el 18 de octubre de 1984.

## Equipamiento
La planta principal y la planta sótano son las equipadas como museo actualmente. La planta primera se encuentra temporalmente cerrada por reforma museográfica.
El museo dispone de una biblioteca especializada en etnografía y museología que se halla situada en la Planta Segunda. Para su consulta es necesario concertar una cita previa.
También consta de un archivo de audiovisuales y fotografía. Para su consulta es necesario concertar una cita previa.
También está equipado con una sala de conferencias, taller de restauración y sala de desinsectación.

## Colecciones
Llegado el año 1990 se consideró hacer nuevos acondicionamientos en el edificio. Esta vez fue la planta principal la beneficiada, se habilitó como zona para exposiciones temporales organizadas por el propio museo, utilizándose un tercio del espacio para ello e instalándose, en el año 1994, permanentemente, la colección Díaz Velázquez. Esta colección es la que mayor número de piezas añadió al museo, procedente de una donación particular realizada en el año 1979, consiste en el mejor lote de bordados y encajes conocido en toda Europa; sus casi 6000 piezas harían posible un museo temático único en el mundo.
Mientras se catalogaba, inventariaba y estudiaba la colección Díaz Velázquez, se realizaban proyectos de investigación, llevándose a cabo uno sobre cerámica popular andaluza. Considerando la gran importancia que tenía esta investigación, el interés fue en aumento y se puso en marcha la propuesta de recopilar además de los datos, piezas que fabricaban los más de cien alfares andaluces que entraban dentro del estudio. Así se fue ampliando la colección de cerámica popular andaluza que posee el museo, convirtiéndose en la más completa existente en Europa junto a la del Museo de Hamburgo.
Una de las primeras fuentes de aportación que sirvió para aumentar los fondos del museo fue la compra de piezas entre los años 1974 y 1980, tanto en comercios de antigüedades directamente como a través de la Junta Superior de Calificación, Valoración y Exportación de Obras de Arte (Ministerio de Educación y Ciencia); o bien ejerciendo el derecho de tanteo o de retracto; o también a propuesta del museo. El primer director del museo, Salvador de Sancha, hizo una gestión adquisitiva fundamental en su tiempo, adquiriendo muchas de las primeras colecciones y objetos que permitieron establecer la exposición permanente del recién inaugurado museo.
En sus primeros tiempos como museo albergó un gran número de colecciones, procedentes principalmente del Museo de Bellas Artes de Sevilla, siendo las más importantes, en calidad como en cantidad. Entre estos fondos destacan:
- Colección Aguiar de pintura costumbrista;
- Colección Soria de lozas finas y marfiles orientales;
- Colección Orleans, algunas piezas;
- Colección Gestoso, piezas cerámicas.

También existen aportaciones menores de diversos museos andaluces, entre ellos:
- Museo Arqueológico de Sevilla, colección de azulejos sevillanos;
- Museo del Pueblo Español;
- Museo de Bellas Artes de Valencia.

Los ciudadanos de Sevilla también pusieron su granito de arena contribuyendo a aumentar las colecciones, sobre todo en sus primeros años y siguiendo a lo largo de los tiempos. Estas colaboraciones sirvieron para llenar huecos que faltaban. Entre estas carencias destacaban:
- Fondos de textiles;
- Herramientas agrícolas;
- Utillaje doméstico;
- Instrumentos musicales.

La sección concerniente al depósito se va completando cuando el Ayuntamiento de Sevilla decide que sea el museo quien custodie su colección de originales de carteles de Fiestas Primaverales de Sevilla, la cual, desde su exposición en las salas del museo, ha viajado a distintos lugares de Europa y Japón, agotándose por completo su catálogo en venta.
Asimismo, la Consejería de Cultura adquiere la colección Mencos, para depositarla igualmente en el museo. Esta colección comprende el más completo repertorio de litografías y fotocromías de carteles de Feria y Semana Santa.
También es adquirida la colección Loty, una colección que se compone de más de 2000 placas antiguas de cristal donde se registran multitud de detalles de ciudades y de la vida andaluza desde principios del siglo XX hasta 1936, llegando a ser un importante archivo histórico de imágenes.
En el año 2001 la Dirección General de Bienes Culturales de la Consejería de Cultura adquiere la colección etnográfica Apelluz, compuesta por 168 piezas de distintos materiales y carácter etnográfico.
Entre las últimas adquisiciones pueden citarse la colección de benditeras de Carlos Palacios Tardez (con ejemplares de Manises, Alcora, Talavera, Teruel, La Bisbal, Triana); la colección de Carmen Contreras de más de 150 juguetes antiguos, entre ellos 70 muñecas, además de cromos, estampas, cómics, juegos educativos, mecanos, proyectores de películas, etc.; otra de juguetes, de José Castro Segura y una colección de más de 6.000 postales de Adrián González.
Otra fuente de suministro para los fondos fue una serie de trabajos de campo que se desarrolló en ese sentido, dando fruto a la siguiente relación de donaciones:
- Taller de tonelería, donado por Claudio Bernal (último tonelero de Sevilla). Recogido por la investigadora Carmen Ortiz;
- Taller del constructor de guitarras Francisco Barba. Documentado por Andrés Carretero;
- Taller del maestro Filigrana, constructor de palillos;
- Taller de dorador. Documentado por Esther Fernández;
- Taller de orfebrería donado por el maestro orfebre Fernando Marmolejo Camargo.

## Exposición temporal
Se puede realizar de manera independiente al resto del museo, accediendo a través del patio central a la sala de exposiciones.

## Las visitas

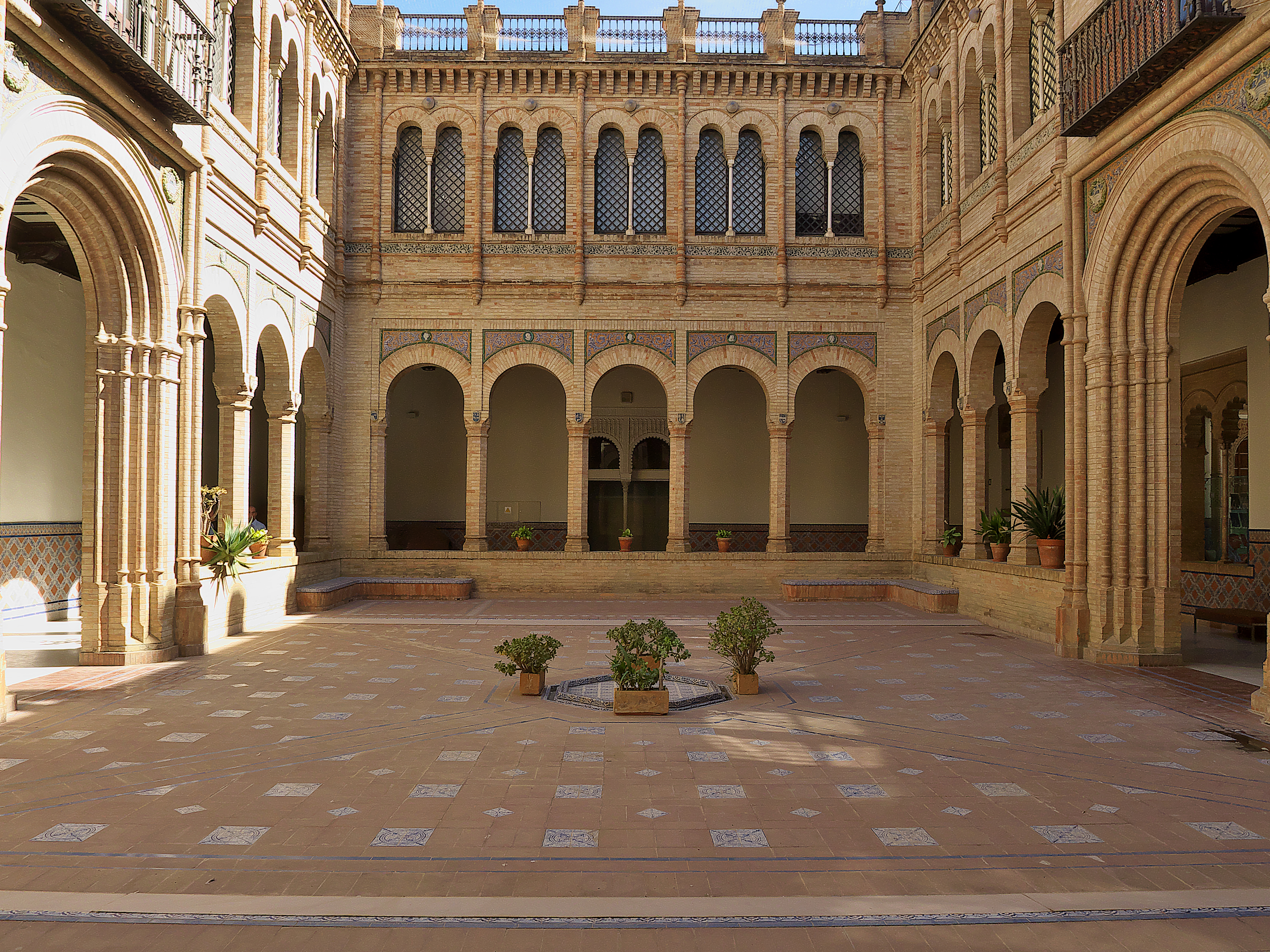
Patio.

Comprendiendo un espacio de 5496 m² para exposición permanente y servicios se entiende que el recorrido por las salas es bastante extenso, para ello se ha preparado un recorrido ordenado que facilite la interpretación del contenido expositivo y evite el cansancio que pudiera conllevar.

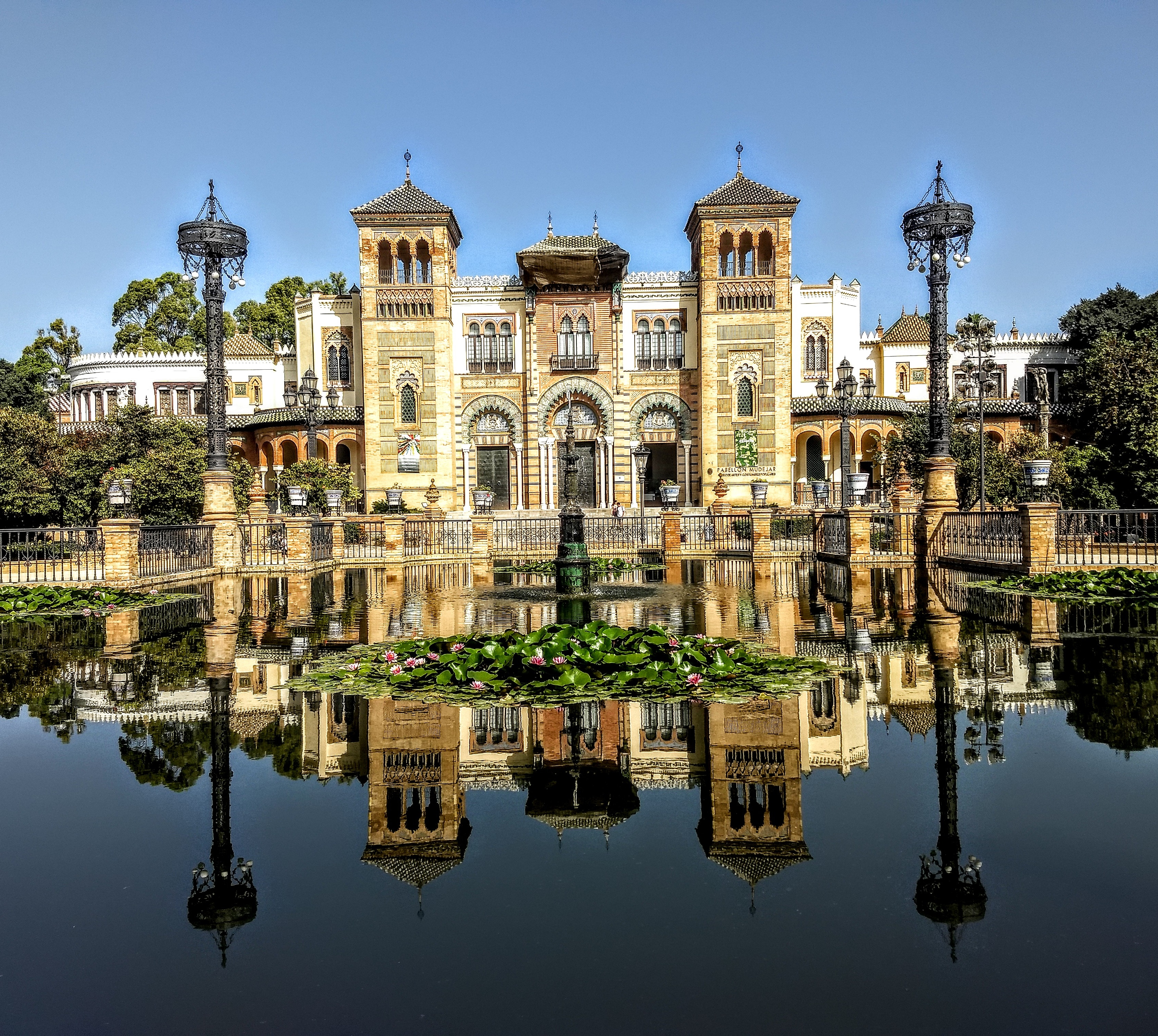
Vista del pabellón Mudéjar, reflejado en uno de los estanques de la plaza de América, dentro del parque María Luisa de Sevilla.

La planta baja cuenta con tres salas dedicadas a exposiciones temporales y permanente. Actualmente acogen las siguientes muestras: 
- Sala 1. Exposición temporal Diversidad, Creatividad, Resistencia. Patrimonio Inmaterial de Andalucía, con la que se pretende invitar al público a conocer la gran diversidad cultural existente en Andalucía y reivindicar la importancia de nuestro patrimonio inmaterial puesto que, lejos de ser el recuerdo de un pasado inerte, refleja cómo entendemos y explicamos el mundo. Por ello se convierte en un elemento de resistencia al fomentar la diversidad, el desarrollo territorial, la creatividad colectiva, la cohesión social y una relación equilibrada con nuestro entorno natural.

- Sala 2. Exposición temporal Animalia.

Esta exposición nos invita a reflexionar sobre la relación del ser humano con los animales, mostrando una gran cantidad de piezas de muy variada tipología y diversos materiales que se agrupan en cinco grandes unidades temáticas. En ellas se puede ver el aprovechamiento de los animales para la alimentación y otros recursos, su uso como fuerza de trabajo y transporte, la inclusión en el mundo del ritual festivo y del ocio o la dimensión simbólica que se les ha otorgado. Finalmente, se muestra cómo han cambiado la concepción sobre algunos animales y nuestra relación con ellos debido a la concentración de la población en los entornos urbanos y al alejamiento de formas de vida que estaban más condicionadas por la naturaleza.
La sala cuenta también con un espacio audiovisual donde se proyectan documentales etnográficos alusivos a algunas de las secciones.
- Sala 3. Colección Díaz Velázquez.

En 1979 la familia Díaz Velázquez, dedicada al negocio del bordado de ajuares domésticos, donó a este Museo un conjunto de más de 2.000 piezas formado por una de las mejores colecciones de encajes y bordados en Europa, y por el mobiliario y enseres de la vivienda y del negocio familiar.
El primer montaje expositivo, realizado en 1994, presentaba dos núcleos temáticos diferenciados: por un lado las dependencias laborales y familiares, y por otro los encajes y bordados. Actualmente solo se exhibe el primer núcleo, pero el Museo está trabajando en una nueva propuesta expositiva que integrará toda la colección para contribuir a su mejor lectura, resaltando el protagonismo de las mujeres en este negocio, algo excepcional a mediados del siglo XX. Esto nos ayudará a comprender la ideología y la visión del mundo de la sociedad de esta época y a reflexionar sobre nuestro presente.

El recorrido por la planta semisótano ofrece al visitante tres grandes áreas temáticas:
- Salas 1-3. La casa, espacios habitados y enseres vividos.

Esta área analiza las funciones de la casa estrechamente relacionadas con las necesidades más elementales de los miembros de la familia: la alimentación, el descanso, la reproducción, la seguridad... También muestra los ajuares domésticos que el tiempo ha dejado en desuso para invitar a la reflexión sobre esas transformaciones.
Los cambios más importantes en el mobiliario y el ajuar doméstico tradicional están relacionados con la especialización, de manera que hoy en día consideramos necesarios un mayor número de enseres, especialmente para el aseo personal y para la transformación y el consumo de alimentos. Por el contrario, se han abandonado muchos utensilios relacionados con el autoabastecimiento y el almacenamiento de productos.
- Salas 4-11. Transformar la materia.

Las personas no consumen directamente los productos que obtienen de la naturaleza sino que los someten a una transformación que da lugar a bienes para el uso y el consumo extraordinariamente diversos. Como ejemplo de estas transformaciones encontraremos en esta área los siguientes temas: los oficios artesanales, saberes y técnicas que hacen posible ese mágico paso de la materia inerte al objeto y que son propias de cada cultura; la cerámica y la metalistería, que han sido algunas de las actividades de transformación que más han caracterizado a las sociedades desde la prehistoria, tanto por los procedimientos de fabricación como por los tipos de enseres; y por último la transformación de los alimentos, conocimientos relacionados con las formas de producir, conservar, transformar, cocinar y consumir alimentos tan característicos de nuestra cultura como los embutidos, el pan o el vino. 
Destaca, dentro de esta temática, la instalación de una pequeña bodega junto a la sala 6, procedente del Condado de Huelva, compuesta por 19 bocoyes y 6 medias botas que producen vino del Condado del tipo oloroso seco, siguiendo el procedimiento artesanal de crianza, con un aroma tan potente que inunda el resto de las salas.
- Sala 12. Entender el mundo. Sistemas de medición

La necesidad y el anhelo del ser humano por comprender y controlar su entorno es universal. Para ello ha creado grandes explicaciones, ya sean mitológicas, científicas o religiosas, y conceptos como las unidades de medida. Entre ellas se encuentran las temporales (años, meses, días, horas…), las espaciales o de longitud (kilómetros, millas, pulgadas…) y las medidas tradicionales de peso y capacidad para áridos y líquidos, de las que se expone en esta sala una variada muestra.

## Actividades
Se suelen realizar talleres pedagógicos y otras actividades de difusión frecuentemente, con motivo del Día de Andalucía, el Día Internacional de los Museos, la Noche en blanco, Navidad, etc. 

El horario en el que los investigadores pueden desarrollar su trabajo es desde las 8 hasta las 14:30 horas.

## Conservación y cuidado
Es el propio taller de restauración el que se encarga de realizar las diversas restauraciones tanto de piezas como del edificio. Así el año 2005 se dedica a restaurar el artesonado del Salón Orleans que está en la planta segunda del museo.
Debido a infiltraciones de agua, el artesonado con lacería de madera estaba en muy mal estado de conservación, el fresco del techo había perdido parte de capa pictórica y preparación, existiendo en su lugar una laguna de gran tamaño, observándose deformaciones y pérdidas en la madera, lagunas, falta de adhesión y desprendimiento.
La restauración consistió en enumerar y desmontar la zona de lacería donde se presenciaba la laguna, hubo que desmontar el friso y una zona de moldura superior. Para volver a reintegrarlo hubo de echar una nueva lechada de yeso como base. El tratamiento que se le hizo fue de limpieza, fijación, eliminación de deformidades, reposición de piezas casi perdidas, reintegración a su lugar y protección final.

## Escenario
Tanto para películas como para series de televisión, sus instalaciones se han utilizado en diversas ocasiones para realizar filmaciones entre las que se cuentan:
- Lawrence de Arabia (1962).
- El viento y el león (1974).
- Harem (1986) (convertido en embajada británica).